# Gegordelde elzengordijnzwam
De gegordelde elzengordijnzwam (Cortinarius alnetorum) is een schimmel behorend tot de familie Cortinariaceae. Hij vormt ectomycorrhiza vormend met Els (Alnus), maar ook gemeld van Eik (Quercus) en Fagus in loofbossen op enigszins vochtig, matig voedselrijk, zand, leem, klei of veen.

## Kenmerken

### Uiterlijke kenmerken
Hoed
De hoed heeft een diameter van 10-40 mm. De vorm is rond/umbonaat. De kleur is geel-bruin, rood bruin tot bijna zwart in het midden.
Lamellen
De lamellen zin grijs met een paarsachtige tint.
Steel
De steel heeft een lengte van 30-65 mm en een dikte van 2-5 mm. Steelvelum vormt één of meer duidelijke banden.
Geur en smaak
Hij heeft bijna geen geur en een milde smaak.

### Microscopische kenmerken
De sporen zijn nauw elipsevormig en meten 8,5-10,5 x 5,5-5,5 micron.

## Verspreiding
In Nederland komt de gegordelde elzengordijnzwam vrij zeldzaam voor.